# دايفيد ويب
دايفيد ويب (بالأيرلندية: David Allardice Webb) (و. 1912 – 1994 م) هو عالم نبات، من جمهورية أيرلندا، ولد في دبلن، توفي في أكسفورد، عن عمر يناهز 82 عاماً.